# HD 132933
HD 132933，又名BD+00 3297，SAO 120798、HR 5594，是一颗恒星，视星等为5.71，位于銀經357.28，銀緯48.48，其B1900.0坐标为赤經14h 56m 41.6s，赤緯+0° 48.48′ 18″。